# Laîche des glaciers
Carex glacialis
Espèce
La Laîche des glaciers (Carex glacialis) est une espèce de plantes du genre Carex et de la famille des Cyperaceae.

## Répartition géographique
On la trouve principalement au nord de l'Amérique du Nord, autour du cercle Arctique, mais l'espèce a également été découverte en 2004 dans les Alpes, et dans un seul massif en Haute Maurienne et principalement sur les communes de Lanslebourg et Sollières-Sardières,.